# Gottfried Rothacker
Gottfried Rothacker (Pseudonym für Bruno Nowak; * 25. Juni 1901 in Troppau; † 22. März 1940 in Berlin) war ein deutscher Schriftsteller.

## Leben
Gottfried Rothacker – einer sudetendeutschen Familie entstammend – besuchte das Gymnasium in seiner Heimatstadt Troppau, die ab 1918 zur Tschechoslowakei gehörte. Nachdem er die Reifeprüfung abgelegt hatte, studierte Rothacker ab 1920 Literaturwissenschaft und Philosophie an der Karl-Ferdinands-Universität zu Prag. Hier wurde er 1925 zum Doktor der Philosophie mit der Dissertation Über die Entwicklung der Faustgestalt bis Goethe promoviert. Anschließend wirkte Rothacker, der sich bereits während seiner Studentenzeit als radikaler Anhänger deutschnationaler Ideen erwiesen hatte, im Auftrag des Deutschen Kulturverbandes als Wanderlehrer in der Umgebung von Troppau. Ab 1926 war er Mitglied der Deutschen Nationalsozialistischen Arbeiterpartei (DNSAP). Nach der Machtergreifung der Nationalsozialisten im Deutschen Reich im Jahre 1933 siedelte Rothacker nach Berlin über, wo er als freier Schriftsteller und Journalist tätig war. Er schrieb vor allem für die Berliner Börsen-Zeitung. Rothacker starb 1940 an einem Nervenleiden.

## Werk
Gottfried Rothacker war Verfasser von Romanen, Erzählungen, Gedichten und Theaterstücken. Sein Werk ist stark geprägt von des Autors nationalsozialistischer Überzeugung und seiner anti-tschechischen Haltung. Mit seinen Themen „Auslandsdeutschtum“, „Grenzlandkampf“ und „Heldenverehrung“ gilt er als Wegbereiter des Nationalsozialismus und zählt zu den populäreren Schriftstellern des nationalsozialistischen Deutschlands. Mit seinem 1936 erschienenen Roman Das Dorf an der Grenze schrieb er einen der Erfolgsromane des „Dritten Reiches“; das Buch erreichte bis 1944 eine Gesamtauflage von über 250.000 Exemplaren. Für Die Kinder von Kirwang wurde Gottfried Rothacker 1938 mit dem Hans-Schemm-Preis des Nationalsozialistischen Lehrerbundes (NSLB) ausgezeichnet. Nach dem Zweiten Weltkrieg standen die meisten der nach 1933 entstandenen Werke Rothackers in der Sowjetischen Besatzungszone auf der "Liste der auszusondernden Literatur".

## Schriften (Auswahl)
- Zaubergarten, 1921 (Gedichte)
- Der Bauer, Berlin 1932 (Einakter unter dem Namen Bruno Nowak)
- Roderich, 1933 (Drama über den Untergang der Goten in Spanien)
- Die Stedinger, Berlin 1934 (Schauspiel unter dem Namen Bruno Nowak)
- Anno 1527, Berlin 1935 (unter dem Namen Bruno Nowak)
- Das Opfer der Notburga, Berlin 1935 (unter dem Namen Bruno Nowak)
- Das Dorf an der Grenze, u. a. Deutsche Hausbücherei: Hamburg und Verlag Langen Müller: München 1936ff (Grenzlandroman)
- Sudetendeutschtum, Hamburg: Deutsche Hausbücherei: München 1936 (als Herausgeber)
- Die Kinder von Kirwang, Junge Generation Verlag: Berlin 1937 (Grenzlandroman)
- Bleib stet!, Verlag Langen Müller: München 1938 (Erzählungen)
- Dem Volk getreu, Berlin 1938 (Erzählungen)
- Sudetenland und das deutsche Prag, Leipzig 1939
- Vermächtnis. Aus dem Nachlaß des Dichters, Bayreuth 1942 (posthum hg. von Martha Nowak-Rothacker)

## Sekundärliteratur
- Josef Walter König: Das Schrifttum des Ostsudetenlandes, Wolfratshausen 1946.
- Fritz Eichler: Erzähltes Erbe, Heidelberg 1961.